# 스콧 와인거
스콧 와인거(Scott Weinger, 1975년 10월 5일 ~ )는 미국의 배우이다.

## 출연 작품
- 메트로폴리스 (2001)
- 알라딘 3 : 알라딘과 도적의 왕 (1996)
- 알라딘 (1994)
- 쉐기독 (1994)
- 알라딘 2 - 돌아온 자파 (1994)
- 알라딘 (1992)
- 헤밍웨이 (1988)
- 풀 하우스 (1987)